# Zhongdian (cheval)
Pour un article plus général, voir Poney tibétain.
Pour les articles homonymes, voir Zhongdian.
Le Zhongdian (chinois : 中甸 ; pinyin : zhongdian) est une race chevaline originaire de la région de Shangri-La au Tibet, administrativement située dans le Yunnan, en Chine. Variété locale du poney tibétain, il est destiné aussi bien à la selle qu'au bât, et particulièrement bien adapté à l'altitude. Comptant plus de 6 000 individus recensés en 2005, la race n'est pas menacée d'extinction.

## Histoire
En 1980, 7 100 chevaux Zhongdian sont recensés dans toute la Chine.

## Description
Il s'agit d'une variété locale du poney tibétain,. La taille est assez réduite, le corps plutôt étroit, mais l’ensemble est solide. La base de données DAD-IS cite des mesures moyennes de 1,17 m chez les femelles et 1,20 m chez les mâles. CAB International (2016) cite une moyenne proche, de 1,19 m à 1,20 m. Le guide Delachaux (2014) cite une moyenne peu réaliste de l'ordre de 1,20 m chez les femelles pour 1,28 m chez les mâles. Le poids moyen va de 242 à 248 kg.
La morphologie est compacte et harmonieuse. La tête, lourde (prétendument petite selon le guide Delachaux), présente un profil rectiligne, un front étroit, de grands yeux, de petites oreilles et des naseaux ouverts. L'encolure est courte et musclée. Le dos et les reins sont plats. La croupe est arrondie et courte. Les membres sont solides, terminés par des sabots durs.
La robe est le plus souvent baie ou alezane, et plus rarement noire,,.
Ces chevaux atteignent leur maturité vers quatre ans et demie. La race est réputée très sobre, particulièrement adaptée aux régions de montagne froides et hypoxiques (en), à 3 200 mètres d'altitude.

## Utilisations
Ces chevaux sont montés ou bâtés, notamment pour des randonnées.

## Diffusion de l'élevage
Le Zhongdian est considéré comme une race de chevaux locale à la Chine, ainsi que le précise l'évaluation de la FAO réalisée en 2007, qui n'a par ailleurs pas permis de déterminer de niveau de menace. Plus précisément, il provient de l'ancienne région de Zhongdian, désormais connue comme la région de Shangri-La, dans le xian de Dêqên, au nord-ouest de la province du Yunnan,, ; il est aussi présent dans les régions immédiatement voisines. 
L'étude menée par Rupak Khadka de l'université d'Uppsala, pour la FAO (2010), classifie le Zhongdian comme une race locale asiatique non menacée d'extinction. En 2005, l'effectif recensé est de 6 770 chevaux.